# Marcel Kolvenbach
Marcel Kolvenbach (* 4. Juni 1969 in Deutschland) ist ein deutscher Investigativ-Journalist, Dokumentarfilmer und Hochschullehrer. Sein Schwerpunkt liegt auf Menschenrechten und sozialen Themen.

## Leben und Wirken
Marcel Kolvenbach studierte Visuelle Kommunikation an der Fachhochschule Düsseldorf. Seit 1993 ist er als investigativer Dokumentarfilmer tätig. 1997 bis 2000 lebte er in New York City, es folgte der Umzug nach Brüssel, wo er von 2000 bis 2004 lebte. In dieser Zeit war er als freier Autor für die ARD Studios in New York und Brüssel tätig.
Nach einer Station in Kampala lebt er seit 2012 in Köln und ist an der Kunsthochschule für Medien Köln als Professor für Dokumentarfilm mit Schwerpunkt auf das Fernsehen und das Internet tätig.

## Investigative und dokumentarische Arbeit
Kolvenbach ist seit 2018 vor allem als Investigativ-Journalist für den SWR tätig. Als Dokumentarfilmemacher (Kamera, Buch und Regie) und freier Produzent (unter dem Label [publicnomad]) arbeitet er vor allem für die ARD und ZDF/arte.
Der inhaltliche Schwerpunkt seiner Arbeit liegt in Filmen über Lateinamerika, Europa und Afrika. Dabei ist sein Werk Menschenrechten, Humanismus und der Frage nach sozialen Themen verpflichtet.
2005 erschien von Marcel Kolvenbach im Rowohlt-Verlag im Sammelband „Liebe an die Macht: Paare, die Geschichte schrieben. Das Buch zur ARD-Fernsehserie“ eine Biografie über den ehemaligen US-Präsidenten Bill Clinton.

## Filmografie (Auswahl)
- 2005: Warum starb Oury Jalloh? (Dokumentarfilm) (als Kameramann und Co-Autor)
- 2013 Atomic Africa, 90 Minuten[2][3]
- 2015: Dügün – Hochzeit auf Türkisch (Dokumentarfilm) (als Kameramann und Regisseur)
- 2017: Wir hacken Deutschland (Dokumentarfilm)
- 2020: Auf der Suche nach Fritz Kann (Dokumentarfilm/Essayfilm) (als Produzent, Kameramann, Regisseur), (Trailer (2022))
- 2022 In Situ, Dokumentarfilm über Armut und Krebs, Argentinien, 99 Minuten, Kamera und Regie[4][5]

## Auszeichnungen (Auswahl)
- 2007 Marler Filmpreis für die story, WDR (4. Januar 2006)
- 2013 Best Green Report, Green Screen Festival, Deutschland
- 2014 Gold World Medal - New York Festivals, USA
- 2015 Environmental Investigation Award, Japan Festival
- 2014 Grimme-Preis Nominierung
- 2015 Grimme Online Award
- 2018 Teilnahme auf der Berlinale
- 2021 der Publikumspreis „Lüdia“ 2022 des Kinofestes Lünen geht an Marcel Kolvenbach für den Film Auf der Suche nach Fritz Kann
- 2023 Publikumspreis „Bester Film“ für den Film Auf der Suche nach Fritz Kann auf dem 20. Punta del Este Jewish Film Festival, Uruguay